# 蛎浦島
蛎浦島（かきのうらしま）は、長崎県中部の西彼杵半島西方にある島。全島が長崎県西海市（2005年3月31日までは西彼杵郡崎戸町）に属する。
西海市崎戸総合支所（旧崎戸町役場）や崎戸中学校、崎戸小学校、さらに定期旅客船の発着する崎戸港もあり、旧崎戸町の実質的中心地である。かつての崎戸炭鉱もこの島にあった。そのため、単に「崎戸」と言うと西隣の崎戸島ではなくこの島のことを指す場合が多い（ただし蛎浦島の名は町外ではあまり知られておらず、この島が崎戸島と思われていることもある）。

## 地理
西彼杵半島北部の西海市西海町の西にある大島の南西に隣接する。西隣には崎戸島がある。

### 概要
- 面積 - 約4.80km2
- 周囲 - 約35km
- 人口 - 1,389人（2005年国勢調査）

地質的には花崗岩と結晶片岩を基盤とし石炭層を含む第三紀砂岩・礫岩・泥岩からなる。島の東部にある阿房岳（123m）が最高所で北西側に向かって傾斜地をなし、平地は乏しい。

## 産業
かつては江戸時代以来の沿岸捕鯨や明治末期から盛んになった炭鉱で栄えたが、炭鉱は1968年（昭和43年）までに閉山し、捕鯨も衰退した。
現在は一本釣りや定置網漁業が主産業となっている。また、炭鉱閉山前の昭和30年代より製塩工場が立地し、産生される蒸留水が島の飲料水となっている。

## 交通

### 島へのアクセス
- 大島（西彼大島）とは中戸大橋で結ばれ、さらに大島からは寺島大橋、大島大橋（1999年開通）を経由して西彼杵半島とつながっており、大島からさいかい交通の路線バスが直通している。また、西方に隣接する崎戸島とも橋で結ばれている。
- 崎戸商船のフェリーおよび高速船が佐世保港と島西側の崎戸港の間に就航している。

### 島内交通
- さいかい交通の路線バスが運行されている。
  - 大島方面-西中戸-(東中戸-)製塩所前-(浅間町-)蛎浦桟橋前-(東山-)崎戸本郷-ホテル咲き都
- 炭鉱が操業していた当時は、石炭積み出しのための鉄道の専用線があった。現在も廃線跡が残る。